# Puszczykowo (gromada)
Puszczykowo – dawna gromada, czyli najmniejsza jednostka podziału terytorialnego Polskiej Rzeczypospolitej Ludowej w latach 1954–1972.
Gromady, z gromadzkimi radami narodowymi (GRN) jako organami władzy najniższego stopnia na wsi, funkcjonowały od reformy reorganizującej administrację wiejską przeprowadzonej jesienią 1954 do momentu ich zniesienia z dniem 1 stycznia 1973, tym samym wypierając organizację gminną w latach 1954–1972.
Gromadę Puszczykowo z siedzibą GRN w Puszczykowie (wówczas wsi) utworzono – jako jedną z 8759 gromad na obszarze Polski – w powiecie poznańskim w woj. poznańskim, na mocy uchwały nr 33/54 WRN w Poznaniu z dnia 5 października 1954. W skład jednostki weszły obszary dotychczasowych gromad Puszczykowo, Puszczykowo Stare i Puszczykówko ze zniesionej gminy Puszczykowo w powiecie poznańskim oraz obszar dotychczasowej gromady Niwka ze zniesionej gminy Mosina w powiecie śremskim w tymże województwie. Dla gromady ustalono 27 członków gromadzkiej rady narodowej.
Gromadę Puszczykowo zniesiono 1 stycznia 1956 w związku z nadaniem jej statusu osiedla (18 lipca 1962 Puszczykowo otrzymało prawa miejskie).